# Хорватія на літніх Олімпійських іграх 2016
Хорватія на літніх Олімпійських іграх 2016 була представлена 87 спортсменами в 18 видах спорту.

## Медалісти
| Медаль | Спортсмени | Вид спорту            | Дисципліна               | Дата      |
| ------ | --- | --------------------- | ------------------------ | --------- |
| Золото | Йосип Гласнович | Стрільба              | трап (чоловіки)          | 8 серпня  |
| Золото | Мартін Сінкович Валент Сінкович | Академічне веслування | парні двійки (чоловіки)  | 11 серпня |
| Золото | Сандра Перкович | Легка атлетика        | метання диска (жінки)    | 16 серпня |
| Золото | Шіме Фантела Ігор Маренич | Вітрильний спорт      | 470 (чоловіки)           | 18 серпня |
| Золото | Сара Колак | Легка атлетика        | метання списа (жінки)    | 18 серпня |
| Срібло | Дамір Мартін | Академічне веслування | одиночки (чоловіки)      | 13 серпня |
| Срібло | Тончі Стіпанович | Вітрильний спорт      | Лазер                    | 16 серпня |
| Срібло | Збірна Хорватії з водного поло Йосип Павич Дамір Бурич Антоніо Петкович Лука Лончар Маро Йокович Лука Букич Марко Мацан Андро Бушлє Сандро Сукно Іван Крапич Анджело Шетка Хав'єр Гарсія Марко Біяч | Водне поло            | чоловічий турнір         | 20 серпня |
| Бронза | Філіп Хргович | Бокс                  | понад 91 кг (чоловіки)   | 19 серпня |
| Бронза | Бланка Влашич | Легка атлетика        | стрибки у висоту (жінки) | 20 серпня |

## Спортсмени
| Дисципліна            | Чоловіки | Жінки | Разом |
| --------------------- | -------- | ----- | ----- |
| Легка атлетика        | 3        | 7     | 10    |
| Баскетбол             | 12       | 0     | 12    |
| Бокс                  | 2        | 0     | 2     |
| Велоспорт             | 2        | 0     | 2     |
| Стрибки у воду        | 0        | 1     | 1     |
| Гімнастика            | 1        | 1     | 2     |
| Гандбол               | 14       | 0     | 14    |
| Дзюдо                 | 0        | 1     | 1     |
| Академічне веслування | 3        | 0     | 3     |
| Вітрильний спорт      | 7        | 1     | 8     |
| Стрільба              | 3        | 4     | 7     |
| Плавання              | 1        | 1     | 2     |
| Настільний теніс      | 1        | 0     | 1     |
| Тхеквондо             | 1        | 2     | 3     |
| Теніс                 | 3        | 1     | 4     |
| Водне поло            | 13       | 0     | 13    |
| Боротьба              | 1        | 0     | 1     |
| Важка атлетика        | 1        | 0     | 1     |
| Разом                 | 68       | 19    | 87    |

## Легка атлетика
Легенда

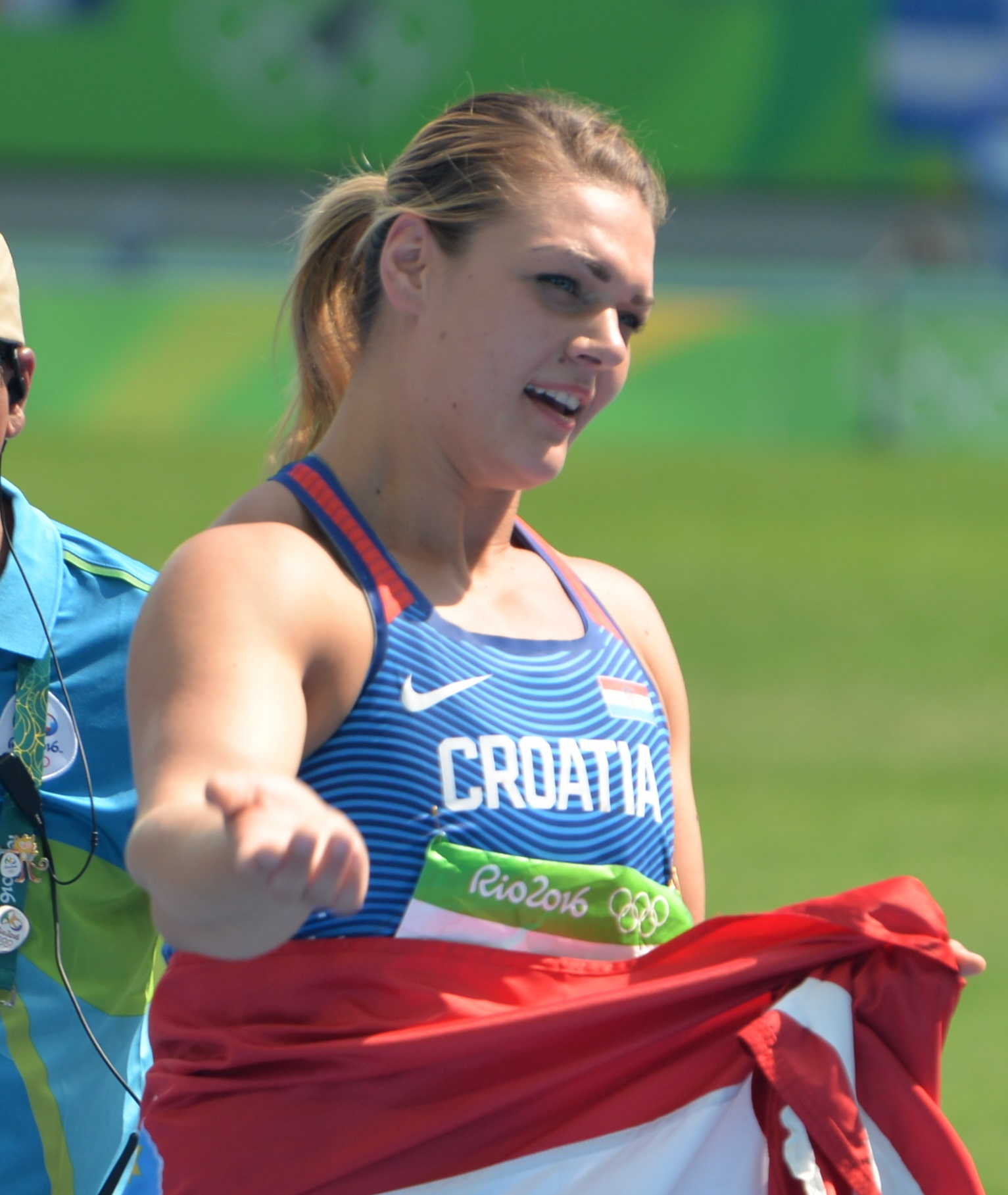
Сандра Перкович успішно захистила свій титул олімпійської чемпіонки в змаганнях з метання диска

- Note — місця, наведені дня дисциплін на треку, стосуються тільки окремого забігу, в якому взяв участь спортсмен
- Q = пройшов у наступне коло напряму
- q = пройшов у наступне коло за добором (для трекових дисциплін - найшвидші часи серед тих, хто не пройшов напряму; для технічних дисциплін - увійшов до визначеної кількості фіналістів за місцем якщо напряму пройшло менше спортсменів, ніж визначена кількість)
- NR = Національний рекорд
- N/A = Коло відсутнє у цій дисципліні
- Bye = спортсменові не потрібно змагатися у цьому колі

Трекові і шосейні дисципліни
| Спортсмен        | Дисципліна                            | Попередній забіг | Попередній забіг | Півфінал  | Півфінал | Фінал            | Фінал            |
| Спортсмен        | Дисципліна                            | Результат        | Місце            | Результат | Місце    | Результат        | Місце            |
| ---------------- | ------------------------------------- | ---------------- | ---------------- | --------- | -------- | ---------------- | ---------------- |
| Андреа Іванчевич | біг на 100 метрів з бар'єрами (жінки) | 12.90            | 4 q              | 12.93     | 6        | Завершила виступ | Завершила виступ |
| Матеа Матошевич  | марафонський біг (жінки)              | Н/Д              | Н/Д              | Н/Д       | Н/Д      | 2:50:00          | 104              |
| Марія Вражич     | марафонський біг (жінки)              | Н/Д              | Н/Д              | Н/Д       | Н/Д      | 2:59:24          | 119              |

Технічні дисципліни
Чоловіки
| Спортсмен       | Дисципліна         | Кваліфікація       | Кваліфікація | Фінал              | Фінал           |
| Спортсмен       | Дисципліна         | Результат у метрах | Місце        | Результат у метрах | Місце           |
| --------------- | ------------------ | ------------------ | ------------ | ------------------ | --------------- |
| Іван Хорват     | стрибки з жердиною | 5.30               | 27           | Завершив виступ    | Завершив виступ |
| Філіп Міхалевич | штовхання ядра     | 19.69              | 21           | Завершив виступ    | Завершив виступ |
| Стіпе Жунич     | штовхання ядра     | 20.52              | 8 q          | 20.04              | 11              |

Жінки
| Спортсменка     | Дисципліна       | Кваліфікація       | Кваліфікація | Фінал              | Фінал            |
| Спортсменка     | Дисципліна       | Результат у метрах | Місце        | Результат у метрах | Місце            |
| --------------- | ---------------- | ------------------ | ------------ | ------------------ | ---------------- |
| Сара Колак      | метання списа    | 64.30 NR           | 3 Q          | 66.18 NR           | 1                |
| Сандра Перкович | метання диска    | 64.81              | 3 Q          | 69.21              | 1                |
| Ана Шиміч       | стрибки у висоту | 1.89               | 22           | Завершила виступ   | Завершила виступ |
| Бланка Влашич   | стрибки у висоту | 1.94               | =1 Q         | 1.97               | 3                |

## Баскетбол

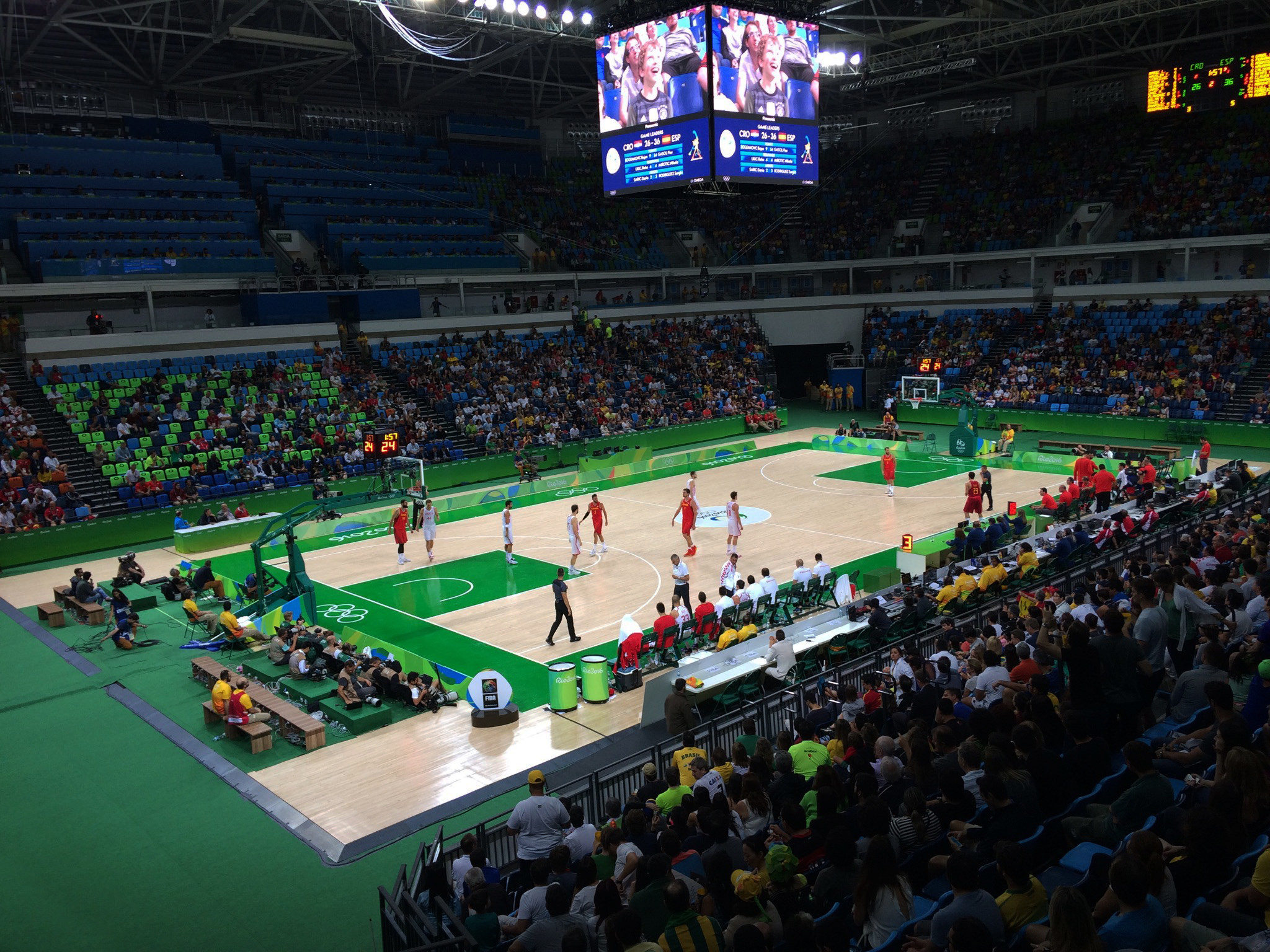
Хорватія в грі групового етапу проти збірної Іспанії

### Чоловічий турнір
Склад команди
Нижче наведено склад збірної Хорватії в турнірі з баскетболу на літніх Олімпійських іграх 2016.
Груповий етап
| Команда   | І | В | П | З   | П   | РМ  | О |
| --------- | - | - | - | --- | --- | --- | - |
| Хорватія  | 5 | 3 | 2 | 400 | 407 | -7  | 8 |
| Іспанія   | 5 | 3 | 2 | 432 | 357 | +75 | 8 |
| Литва     | 5 | 3 | 2 | 392 | 428 | -36 | 8 |
| Аргентина | 5 | 3 | 2 | 441 | 428 | +13 | 8 |
| Бразилія  | 5 | 2 | 3 | 411 | 407 | +4  | 7 |
| Нігерія   | 5 | 1 | 4 | 392 | 441 | −49 | 6 |

| 7 серпня 2016 19:00 | Протокол | Хорватія                                                    | 72–70 | Іспанія                                              |  | Арена Каріока 1, Ріо-де-Жанейро Глядачів: 8039 |
| 7 серпня 2016 19:00 | Протокол | Рахунок за чвертями: 13-21, 19-17, 15-16, 25-16             |       |                                                      |  | Арена Каріока 1, Ріо-де-Жанейро Глядачів: 8039 |
| 7 серпня 2016 19:00 | Протокол | Очки: Богданович 23 Підб.: Бабич, Шарич, Укич 7 РП: Шарич 5 |       | Очки: П. Газоль 26 Підб.: П. Газоль 9 РП: Родрігес 7 |  | Арена Каріока 1, Ріо-де-Жанейро Глядачів: 8039 |

| 9 серпня 2016 22:30 | Протокол | Аргентина                                       | 90–82 | Хорватія                                   |  | Арена Каріока 1, Ріо-де-Жанейро Глядачів: 8514 |
| 9 серпня 2016 22:30 | Протокол | Рахунок за чвертями: 22–22, 24–18, 27–14, 17–28 |       |                                            |  | Арена Каріока 1, Ріо-де-Жанейро Глядачів: 8514 |
| 9 серпня 2016 22:30 | Протокол | Очки: Скола 23 Підб.: Скола 9 РП: Кампаццо 8    |       | Очки: Шарич 19 Підб.: Шарич 10 РП: Шарич 7 |  | Арена Каріока 1, Ріо-де-Жанейро Глядачів: 8514 |

| 11 серпня 2016 14:15 | Протокол | Бразилія                                        | 76–80 | Хорватія                                      |  | Арена Каріока 1, Ріо-де-Жанейро |
| 11 серпня 2016 14:15 | Протокол | Рахунок за чвертями: 17–19, 14–22, 19–18, 26–21 |       |                                               |  | Арена Каріока 1, Ріо-де-Жанейро |
| 11 серпня 2016 14:15 | Протокол | Очки: Барбоза 16 Підб.: Ліма 6 РП: Уертас 9     |       | Очки: Богданович 33 Підб.: Шарич 7 РП: Укич 4 |  | Арена Каріока 1, Ріо-де-Жанейро |

| 13 серпня 2016 22:30 | Протокол | Хорватія                                        | 76–90 | Нігерія                                |  | Арена Каріока 1, Ріо-де-Жанейро Глядачів: 8720 |
| 13 серпня 2016 22:30 | Протокол | Рахунок за чвертями: 28–21, 11–22, 17–27, 20–20 |       |                                        |  | Арена Каріока 1, Ріо-де-Жанейро Глядачів: 8720 |
| 13 серпня 2016 22:30 | Протокол | Очки: Богданович 28 Підб.: Симон 6 РП: Укич 4   |       | Очки: Уме 19 Підб.: Діогу 12 РП: Ере 6 |  | Арена Каріока 1, Ріо-де-Жанейро Глядачів: 8720 |

| 15 серпня 2016 22:30 | Протокол | Литва                                                   | 81–90 | Хорватія                                        |  | Арена Каріока 1, Ріо-де-Жанейро Глядачів: 7809 |
| 15 серпня 2016 22:30 | Протокол | Рахунок за чвертями: 21–13, 20–34, 14–28, 26–15         |       |                                                 |  | Арена Каріока 1, Ріо-де-Жанейро Глядачів: 7809 |
| 15 серпня 2016 22:30 | Протокол | Очки: Калнієтіс 26 Підб.: Валанчюнас 6 РП: Калнієтіс 11 |       | Очки: Богданович 22 Підб.: Симон 10 РП: Симон 6 |  | Арена Каріока 1, Ріо-де-Жанейро Глядачів: 7809 |

Чвертьфінал
| 17 серпня 2016 22:15 | Протокол | Хорватія                                               | 83–86 | Сербія                                                          |  | Молодіжна арена Глядачів: 9 027 |
| 17 серпня 2016 22:15 | Протокол | Рахунок за чвертями: 19–20, 19–12, 14–34, 31–20        |       |                                                                 |  | Молодіжна арена Глядачів: 9 027 |
| 17 серпня 2016 22:15 | Протокол | Очки: Боян Богданович 28 Підб.: Планінич 9 РП: Симон 5 |       | Очки: Богдан Богданович 18 Підб.: 3 гравці по 4 РП: Теодосич 10 |  | Молодіжна арена Глядачів: 9 027 |

## Бокс
| Спортсмен     | Категорія              | 1/16 фіналу        | 1/8 фіналу            | Чвертьфінали       | Півфінали          | Фінал              | Фінал           |
| Спортсмен     | Категорія              | Суперник Результат | Суперник Результат    | Суперник Результат | Суперник Результат | Суперник Результат | Місце           |
| ------------- | ---------------------- | ------------------ | --------------------- | ------------------ | ------------------ | ------------------ | --------------- |
| Хрвоє Сеп     | до 81 кг (чоловіки)    | Салах (EGY) W 2–1  | Борхес (BRA) L 0–3    | Завершив виступ    | Завершив виступ    | Завершив виступ    | Завершив виступ |
| Філіп Хргович | понад 91 кг (чоловіки) | Bye                | Demirezen (TUR) W 3–0 | Перо (CUB) W TKO   | Йока (FRA) L 1–2   | Завершив виступ    | 3               |

## Велоспорт

### Шосе
| Спортсмен         | Дисципліна                       | Час          | Місце        |
| ----------------- | -------------------------------- | ------------ | ------------ |
| Крістіян Джурасек | Групова шосейна гонка (чоловіки) | 6:13:36      | 18           |
| Матія Квасина     | Групова шосейна гонка (чоловіки) | Не фінішував | Не фінішував |

## Стрибки у воду
| Спортсмен     | Дисципліна                | Попередні змагання | Попередні змагання | Півфінали        | Півфінали        | Фінал            | Фінал            |
| Спортсмен     | Дисципліна                | Очки               | Місце              | Очки             | Місце            | Очки             | Місце            |
| ------------- | ------------------------- | ------------------ | ------------------ | ---------------- | ---------------- | ---------------- | ---------------- |
| Марсела Марич | трамплін, 3 метри (жінки) | 271.40             | 25                 | Завершила виступ | Завершила виступ | Завершила виступ | Завершила виступ |

## Гімнастика

### Спортивна гімнастика
Чоловіки
| Спортсмен | Дисципліна | Кваліфікація | Кваліфікація | Кваліфікація | Кваліфікація | Кваліфікація | Кваліфікація | Кваліфікація | Кваліфікація | Фінал  | Фінал  | Фінал           | Фінал           | Фінал           | Фінал           | Фінал           | Фінал           |                 |                 |
| Спортсмен | Дисципліна | Вправа       | Вправа       | Вправа       | Вправа       | Вправа       | Вправа       | Загалом      | Місце        | Вправа | Вправа | Вправа          | Вправа          | Вправа          | Вправа          | Загалом         | Місце           |                 |                 |
| --------- | ---------- | ------------ | ------------ | ------------ | ------------ | ------------ | ------------ | ------------ | ------------ | ------ | ------ | --------------- | --------------- | --------------- | --------------- | --------------- | --------------- | --------------- | --------------- |
| Спортсмен | Дисципліна | Філіп Уде    | Кінь         | Н/Д          | 14.333       | Н/Д          | Н/Д          | Н/Д          | Н/Д          | 14.333 | 30     | Завершив виступ | Завершив виступ | Завершив виступ | Завершив виступ | Завершив виступ | Завершив виступ | Завершив виступ | Завершив виступ |

Жінки
| Спортсменка | Дисципліна | Кваліфікація | Кваліфікація       | Кваліфікація | Кваліфікація | Кваліфікація | Кваліфікація | Фінал  | Фінал  | Фінал  | Фінал  | Фінал   | Фінал |                  |                  |                  |                  |                  |                  |
| Спортсменка | Дисципліна | Вправа       | Вправа             | Вправа       | Вправа       | Загалом      | Місце        | Вправа | Вправа | Вправа | Вправа | Загалом | Місце |                  |                  |                  |                  |                  |                  |
| ----------- | ---------- | ------------ | ------------------ | ------------ | ------------ | ------------ | ------------ | ------ | ------ | ------ | ------ | ------- | ----- | ---------------- | ---------------- | ---------------- | ---------------- | ---------------- | ---------------- |
| Спортсменка | Дисципліна | Ана Джерек   | Абсолютна першість | 0.000        | DNS          | Загалом      | Місце        | 11.433 | 13.200 | DNF    | DNF    | Загалом | Місце | Завершила виступ | Завершила виступ | Завершила виступ | Завершила виступ | Завершила виступ | Завершила виступ |

## Гандбол
Підсумок

Легенда:
- ET – Після додаткового часу
- P – долю матчу вирішила серія післяматчевих пенальті.

| Команда       | Дисципліна       | Груповий етап      | Груповий етап      | Груповий етап      | Груповий етап      | Груповий етап      | Груповий етап | Чвертьфінал        | Півфінал           | Фінал / БМ         | Фінал / БМ |
| Команда       | Дисципліна       | Суперник Результат | Суперник Результат | Суперник Результат | Суперник Результат | Суперник Результат | Місце         | Суперник Результат | Суперник Результат | Суперник Результат | Місце      |
| ------------- | ---------------- | ------------------ | ------------------ | ------------------ | ------------------ | ------------------ | ------------- | ------------------ | ------------------ | ------------------ | ---------- |
| Croatia men's | чоловічий турнір | Катар L 23–30      | Аргентина W 27–26  | Данія W 27–24      | Франція W 29–28    | Туніс W 41–26      | 1             | Польща L 27–30     | Завершив виступ    | Завершив виступ    | 5          |

### Чоловічий турнір
Склад команди
Шаблон:Склад чоловічої збірної Хорватії з гандболу на літніх Олімпійських іграх 2016
Груповий етап
Шаблон:Підсумкова таблиця в групі A чоловічого турніру з гандболу на літніх Олімпійських іграх 2016
Шаблон:Чоловічий турнір з гандболу на літніх Олімпійських іграх 2016, гра A1
Шаблон:Чоловічий турнір з гандболу на літніх Олімпійських іграх 2016, гра A6
Шаблон:Чоловічий турнір з гандболу на літніх Олімпійських іграх 2016, гра A8
Шаблон:Чоловічий турнір з гандболу на літніх Олімпійських іграх 2016, гра A10
Шаблон:Чоловічий турнір з гандболу на літніх Олімпійських іграх 2016, гра A14
Чвертьфінал
Шаблон:Чоловічий турнір з гандболу на літніх Олімпійських іграх 2016, гра C4

## Дзюдо
| Спортсмен     | Категорія        | 1/16 фіналу           | 1/8 фіналу         | Чвертьфінали       | Півфінали          | Втішний поєдинок   | Фінал / БМ         | Фінал / БМ       |
| Спортсмен     | Категорія        | Суперник Результат    | Суперник Результат | Суперник Результат | Суперник Результат | Суперник Результат | Суперник Результат | Місце            |
| ------------- | ---------------- | --------------------- | ------------------ | ------------------ | ------------------ | ------------------ | ------------------ | ---------------- |
| Барбара Матич | до 70 кг (жінки) | Перес (PUR) L 000–011 | Завершила виступ   | Завершила виступ   | Завершила виступ   | Завершила виступ   | Завершила виступ   | Завершила виступ |

## Академічне веслування
| Спортсмен                       | Дисципліна              | Заїзди  | Заїзди | Втішний заплив | Втішний заплив | Чвертьфінали | Чвертьфінали | Півфінали | Півфінали | Фінал   | Фінал |
| Спортсмен                       | Дисципліна              | Час     | Місце  | Час            | Місце          | Час          | Місце        | Час       | Місце     | Час     | Місце |
| ------------------------------- | ----------------------- | ------- | ------ | -------------- | -------------- | ------------ | ------------ | --------- | --------- | ------- | ----- |
| Дамір Мартін                    | одиночки (чоловіки)     | 7:23.08 | 2 QF   | Bye            | Bye            | 6:44.44      | 1 SA/B       | 6:59.43   | 2 FA      | 6:41.34 | 2     |
| Мартін Сінкович Валент Сінкович | парні двійки (чоловіки) | 6:30.09 | 1 SA/B | Bye            | Bye            | Н/Д          | Н/Д          | 6:12.27   | 1 FA      | 6:50.28 | 1     |

Пояснення до кваліфікації: FA=Фінал A (за медалі); FB=Фінал B (не за медалі); FC=Фінал C (не за медалі); FD=Фінал D (не за медалі); FE=Фінал E (не за медалі); FF=Фінал F (не за медалі); SA/B=Півфінали A/B; SC/D=Півфінали C/D; SE/F=Півфінали E/F; QF=Чвертьфінали; R=Потрапив у втішний заплив

## Вітрильний спорт
Чоловіки
| Спортсмен                 | Дисципліна | Заплив | Заплив | Заплив | Заплив | Заплив | Заплив | Заплив | Заплив | Заплив | Заплив | Заплив | Заплив | Заплив | Очки | Підсумкове місце |
| Спортсмен                 | Дисципліна | 1      | 2      | 3      | 4      | 5      | 6      | 7      | 8      | 9      | 10     | 11     | 12     | M*     | Очки | Підсумкове місце |
| ------------------------- | ---------- | ------ | ------ | ------ | ------ | ------ | ------ | ------ | ------ | ------ | ------ | ------ | ------ | ------ | ---- | ---------------- |
| Лука Мратовіч             | RS:X       | 13     | 11     | 15     | 21     | DNF    | 19     | 27     | 18     | 34     | 26     | 31     | 30     | EL     | 245  | 24               |
| Тончі Стіпанович          | Лазер      | 1      | 5      | 7      | 12     | 6      | 7      | 28     | 9      | 7      | 3      | Н/Д    | Н/Д    | 18     | 76   | 2                |
| Ivan Kljaković-Gašpić     | Фінн       | 6      | 8      | 10     | 15     | 8      | 8      | 4      | 10     | 2      | 13     | Н/Д    | Н/Д    | 20     | 89   | 5                |
| Шіме Фантела Ігор Маренич | 470        | 1      | 2      | 4      | 1      | 3      | 3      | 4      | 8      | 6      | 3      | Н/Д    | Н/Д    | 16     | 43   | 1                |
| Петар Купак Павле Костов  | 49er       | 9      | 17     | 11     | 10     | 11     | 1      | 18     | 18     | 15     | 13     | 8      | 10     | EL     | 122  | 15               |

Жінки
| Спортсменка  | Дисципліна   | Заплив | Заплив | Заплив | Заплив | Заплив | Заплив | Заплив | Заплив | Заплив | Заплив | Заплив | Очки | Підсумкове місце |
| Спортсменка  | Дисципліна   | 1      | 2      | 3      | 4      | 5      | 6      | 7      | 8      | 9      | 10     | M*     | Очки | Підсумкове місце |
| ------------ | ------------ | ------ | ------ | ------ | ------ | ------ | ------ | ------ | ------ | ------ | ------ | ------ | ---- | ---------------- |
| Тіна Михелич | Лазер радіал | DSQ    | 3      | 11     | 10     | 4      | 14     | DNF    | 5      | 23     | 16     | EL     | 124  | 13               |

M = Медальний заплив; EL = Вибув – не потрапив до медального запливу

## Стрільба
Чоловіки
| Спортсмен           | Дисципліна                       | Кваліфікація | Кваліфікація | Півфінал        | Півфінал        | Фінал           | Фінал           |
| Спортсмен           | Дисципліна                       | Очки         | Місце        | Очки            | Місце           | Очки            | Місце           |
| ------------------- | -------------------------------- | ------------ | ------------ | --------------- | --------------- | --------------- | --------------- |
| Джованні Церногораз | Трап                             | 116          | 9            | Завершив виступ | Завершив виступ | Завершив виступ | Завершив виступ |
| Йосип Гласнович     | Трап                             | 120          | 3 Q          | 15              | 1 Q             | 13 (+4)         | 1               |
| Петар Горша         | Пневматична гвинтівка, 10 м      | 628.0        | 3 Q          | Н/Д             | Н/Д             | 101.0           | 7               |
| Петар Горша         | Гвинтівка лежачи, 50 м           | 621.9        | 20           | Н/Д             | Н/Д             | Завершив виступ | Завершив виступ |
| Петар Горша         | Гвинтівка з трьох положень, 50 м | 1174         | 9            | Н/Д             | Н/Д             | Завершив виступ | Завершив виступ |

Жінки
| Спортсменка      | Дисципліна                       | Кваліфікація | Кваліфікація | Фінал            | Фінал            |
| Спортсменка      | Дисципліна                       | Очки         | Місце        | Очки             | Місце            |
| ---------------- | -------------------------------- | ------------ | ------------ | ---------------- | ---------------- |
| Валентіна Густін | Пневматична гвинтівка, 10 м      | 413.9        | 23           | Завершила виступ | Завершила виступ |
| Марія Марович    | Пневматичний пістолет, 10 м      | 377          | 33           | Завершила виступ | Завершила виступ |
| Снєжана Пейчич   | Пневматична гвинтівка, 10 м      | 416.0        | 7 Q          | 102.0            | 7                |
| Снєжана Пейчич   | Гвинтівка з трьох положень, 50 м | 580          | 12           | Завершила виступ | Завершила виступ |
| Таня Перец       | Гвинтівка з трьох положень, 50 м | 572          | 29           | Завершила виступ | Завершила виступ |

Пояснення до кваліфікації: Q = Пройшов у наступне коло; q = Кваліфікувався щоб змагатись у поєдинку за бронзову медаль

## Плавання
| Спортсмен       | Дисципліна                          | Попередній заплив | Попередній заплив | Півфінал        | Півфінал        | Фінал            | Фінал            |
| Спортсмен       | Дисципліна                          | Час               | Місце             | Час             | Місце           | Час              | Місце            |
| --------------- | ----------------------------------- | ----------------- | ----------------- | --------------- | --------------- | ---------------- | ---------------- |
| Маріо Тодорович | 50 метрів вільним стилем (чоловіки) | 22.65             | 40                | Завершив виступ | Завершив виступ | Завершив виступ  | Завершив виступ  |
| Матеа Самарджич | 100 метрів на спині (жінки)         | 1:00.46           | 13 Q              | 1:00.60         | 13              | Завершила виступ | Завершила виступ |
| Матеа Самарджич | 200 метрів на спині (жінки)         | 2:10.51           | 15 Q              | 2:09.83         | 15              | Завершила виступ | Завершила виступ |
| Матеа Самарджич | 400 метрів комплексом (жінки)       | 4:39.41           | 17                | Н/Д             | Н/Д             | Завершила виступ | Завершила виступ |

## Настільний теніс
| Спортсмен     | Дисципліна                  | Попередній раунд   | Раунд 1            | Раунд 2            | Раунд 3               | 1/8 фіналу         | Чвертьфінали       | Півфінали          | Фінал / БМ         | Фінал / БМ      |
| Спортсмен     | Дисципліна                  | Суперник Результат | Суперник Результат | Суперник Результат | Суперник Результат    | Суперник Результат | Суперник Результат | Суперник Результат | Суперник Результат | Місце           |
| ------------- | --------------------------- | ------------------ | ------------------ | ------------------ | --------------------- | ------------------ | ------------------ | ------------------ | ------------------ | --------------- |
| Andrej Gaćina | одиночний розряд (чоловіки) | Bye                | Bye                | Bye                | Drinkhall (GBR) L 2–4 | Завершив виступ    | Завершив виступ    | Завершив виступ    | Завершив виступ    | Завершив виступ |

## Тхеквондо
| Спортсмен       | Категорія           | 1/8 фіналу               | Чвертьфінали       | Півфінали          | Втішний поєдинок   | Фінал / БМ         | Фінал / БМ       |
| Спортсмен       | Категорія           | Суперник Результат       | Суперник Результат | Суперник Результат | Суперник Результат | Суперник Результат | Місце            |
| --------------- | ------------------- | ------------------------ | ------------------ | ------------------ | ------------------ | ------------------ | ---------------- |
| Філіп Гргіч     | до 68 кг (чоловіки) | Гонсалес (ESP) L 3–4     | Завершив виступ    | Завершив виступ    | Завершив виступ    | Завершив виступ    | Завершив виступ  |
| Луція Занінович | до 49 кг (жінки)    | Єсбергенова (KAZ) W 18–7 | Азіез (FRA) 0L 3–4 | Завершила виступ   | Завершила виступ   | Завершила виступ   | Завершила виступ |
| Ана Заніновіч   | до 57 кг (жінки)    | Алізаде (IRI) L 6–7      | Завершила виступ   | Завершила виступ   | Завершила виступ   | Завершила виступ   | Завершила виступ |

## Теніс
| Спортсмен                  | Дисципліна                  | 1/32 фіналу                 | 1/16 фіналу                          | 1/8 фіналу                        | Чвертьфінали       | Півфінали          | Фінал / БМ         | Фінал / БМ       |
| Спортсмен                  | Дисципліна                  | Суперник Результат          | Суперник Результат                   | Суперник Результат                | Суперник Результат | Суперник Результат | Суперник Результат | Місце            |
| -------------------------- | --------------------------- | --------------------------- | ------------------------------------ | --------------------------------- | ------------------ | ------------------ | ------------------ | ---------------- |
| Марин Чилич                | одиночний розряд (чоловіки) | Димитров (BUL) W 6–1, 6–4   | Албот (MDA) W 6–3, 6–4               | Монфіс (FRA) L 7–6(8–6), 3–6, 4–6 | Завершив виступ    | Завершив виступ    | Завершив виступ    | Завершив виступ  |
| Борна Чорич                | одиночний розряд (чоловіки) | Simon (FRA) L 4–6, 6–7(1–7) | Завершив виступ                      | Завершив виступ                   | Завершив виступ    | Завершив виступ    | Завершив виступ    | Завершив виступ  |
| Марин Чилич Marin Draganja | Парний розряд (чоловіки)    | Н/Д                         | Джокович / Зімоньїч (SRB) L 2–6, 2–6 | Завершив виступ                   | Завершив виступ    | Завершив виступ    | Завершив виступ    | Завершив виступ  |
| Ана Конюх                  | одиночний розряд (жінки)    | Бек (GER) W 7–6(7–5), 6–1   | Suárez Navarro (ESP) L 6–7(5–7), 3–6 | Завершила виступ                  | Завершила виступ   | Завершила виступ   | Завершила виступ   | Завершила виступ |

## Водне поло
Підсумок

Легенда:
- FT – Після основного часу.

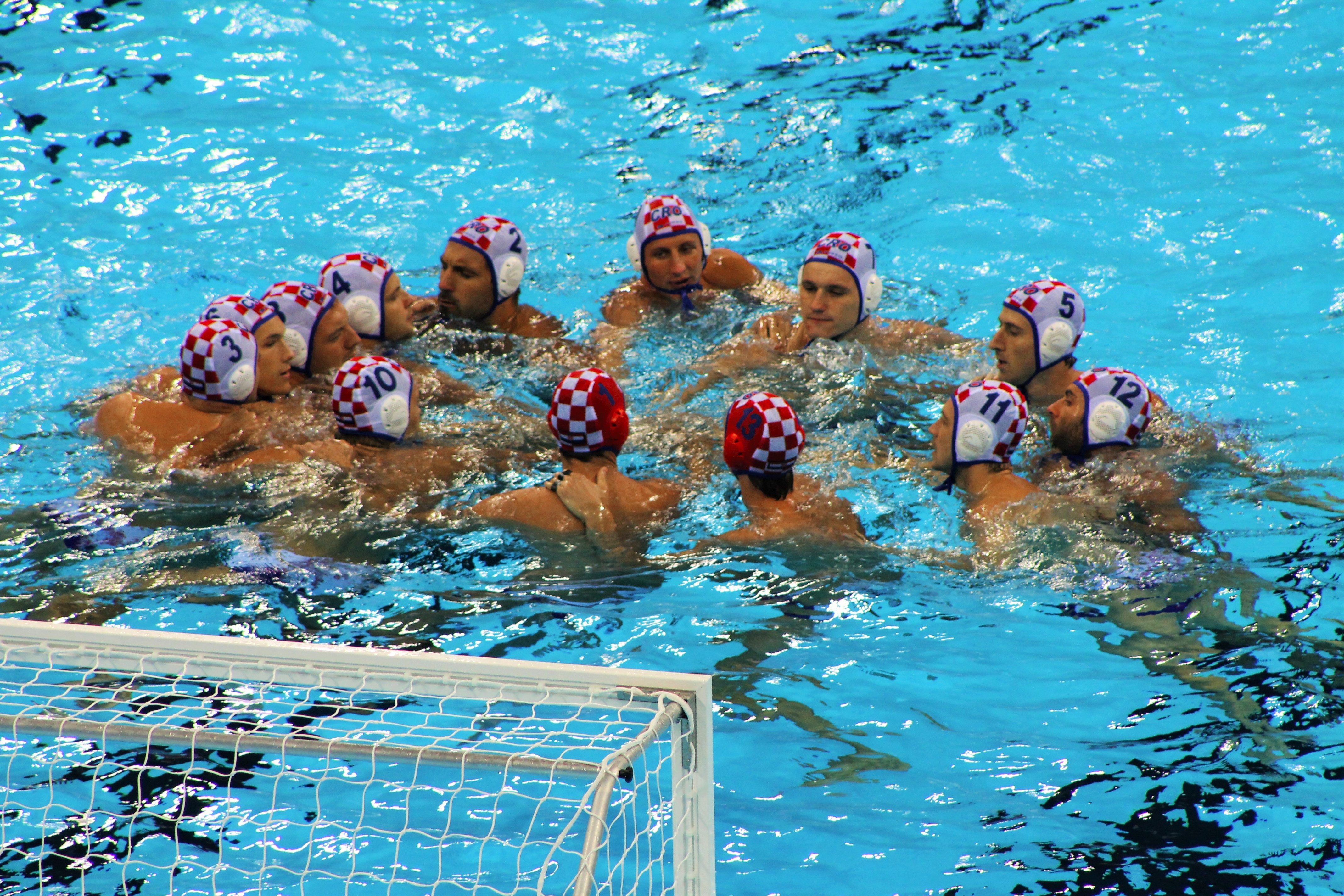
Чоловіча збірна Хорватії з водного поло під час фіналу

- P – Долю матчу вирішила серія післяматчевих пенальті.

| Команда       | Дисципліна       | Груповий етап      | Груповий етап      | Груповий етап      | Груповий етап      | Груповий етап      | Груповий етап | Чвертьфінал        | Півфінал           | Фінал / БМ         | Фінал / БМ |
| Команда       | Дисципліна       | Суперник Результат | Суперник Результат | Суперник Результат | Суперник Результат | Суперник Результат | Місце         | Суперник Результат | Суперник Результат | Суперник Результат | Місце      |
| ------------- | ---------------- | ------------------ | ------------------ | ------------------ | ------------------ | ------------------ | ------------- | ------------------ | ------------------ | ------------------ | ---------- |
| Croatia men's | чоловічий турнір | США W 7–5          | Чорногорія W 8–7   | Іспанія L 4–9      | Італія W 10–7      | Франція L 8–9      | 2             | Бразилія W 10–6    | Чорногорія W 12–8  | Сербія L 7–11      | 2          |

### Чоловічий турнір
Склад команди
Шаблон:Склад чоловічої збірної Хорватії з водного поло на літніх Олімпійських іграх 2016
Груповий етап
Шаблон:Підсумкова таблиця в групі B чоловічого турніру з водного поло на літніх Олімпійських іграх 2016
Шаблон:Чоловічий турнір з водного поло на літніх Олімпійських іграх 2016, гра B1
Шаблон:Чоловічий турнір з водного поло на літніх Олімпійських іграх 2016, гра B4
Шаблон:Чоловічий турнір з водного поло на літніх Олімпійських іграх 2016, гра B8
Шаблон:Чоловічий турнір з водного поло на літніх Олімпійських іграх 2016, гра B10
Шаблон:Чоловічий турнір з водного поло на літніх Олімпійських іграх 2016, гра B13
Чвертьфінал
Шаблон:Чоловічий турнір з водного поло на літніх Олімпійських іграх 2016, гра C3
Півфінал
Шаблон:Чоловічий турнір з водного поло на літніх Олімпійських іграх 2016, гра F1
Гонка за золоту медаль
Шаблон:Чоловічий турнір з водного поло на літніх Олімпійських іграх 2016, гра G2

## Важка атлетика
| Спортсмен  | Категорія           | Ривок     | Ривок | Поштовх   | Поштовх | Загалом | Місце |
| Спортсмен  | Категорія           | Результат | Місце | Результат | Місце   | Загалом | Місце |
| ---------- | ------------------- | --------- | ----- | --------- | ------- | ------- | ----- |
| Амар Мушич | до 85 кг (чоловіки) | 150       | 15    | 186       | 14      | 336     | 14    |

## Боротьба
Легенда:
- VT – Перемога на туше.
- PP – Перемога за очками – з технічними очками в того, хто програв.
- PO – Перемога за очками – без технічних очок в того, хто програв.
- ST – Перемога за очками – без технічних очок в того, хто програв and a margin of victory of at least 8 (Greco-Roman) or 10 (freestyle) points.

Греко-римська боротьба
| Спортсмен      | Категорія | Кваліфікація       | 1/8 фіналу          | Чвертьфінал           | Півфінал              | Втішний поєдинок 1 | Втішний поєдинок 2 | Фінал / БМ             | Фінал / БМ |
| Спортсмен      | Категорія | Суперник Результат | Суперник Результат  | Суперник Результат    | Суперник Результат    | Суперник Результат | Суперник Результат | Суперник Результат     | Місце      |
| -------------- | --------- | ------------------ | ------------------- | --------------------- | --------------------- | ------------------ | ------------------ | ---------------------- | ---------- |
| Божо Старчевич | до 75 кг  | Bye                | Чебі (TUR) W 3–1 PP | Байсек (USA) W 3–0 PO | Власов (RUS) L 1–3 PP | Bye                | Bye                | Кім Х У (KOR) L 1–3 PP | 5          |